# Kurobe
Kurobe (黒部市?) è una città giapponese della prefettura di Toyama.